# Унбіуніум
Унбіуніум (Унбіуній; лат. Unbiunium, Ubu) — тимчасова назва гіпотетичного елементу у періодичній системі з атомним номером 121. Вважається що він стає першим із суперактиноїдів. За положенням Унбіуніуму у періодичній системі можна припустити, що його властивості будуть аналогічними лантану й актинію; але релятивістські ефекти можуть призвести до того, що деякі з його властивостей відрізнятимуться від очікуваних від прямого використання періодичних трендів. Наприклад, очікується, що унбіуніум матиме конфігурацію валентних електронів s2p замість s2d лантану й актинію, але не очікується, що це сильно вплине на його хімічний склад[прояснити: ком.]. З іншого боку, це може значно знизити його першу енергію іонізації над того, що можна було б очікувати від періодичних тенденцій.

## Походження назви
Слово «Унбіуніум», створено з коренів латинських числівників, які означають «один-два-один» (числівник сто двадцять перший на латині створюється зовсім інакше). Ця назва буде використовуватись доти, доки елемент не буде відкрито.

## Отримання
Станом на березень 2010 року, спроб створити елемент-121 не було. Команда RIKEN в Японії планує синтезувати елемент 121 до 2028 року. Ось приклади ядерних реакцій, які можуть бути використані для отримання Унбіуніуму:
- {\displaystyle {\ce {^208Pb + ^89Y -> ^297Ubu}}}
- {\displaystyle {\ce {^232Th + ^71Ga -> ^303Ubu}}}
- {\displaystyle {\ce {^238U + ^65Cu -> ^303Ubu}}}
- {\displaystyle {\ce {^237Np + ^64Ni -> ^301Ubu}}}
- {\displaystyle {\ce {^244Pu + ^59Co -> ^303Ubu}}}
- {\displaystyle {\ce {^243Am + ^58Fe -> ^301Ubu}}}
- {\displaystyle {\ce {^248Cm + ^55Mn -> ^303Ubu}}}
- {\displaystyle {\ce {^249Bk + ^54Cr -> ^303Ubu}}}
- {\displaystyle {\ce {^249Cf + ^51V -> ^300Ubu}}}
- {\displaystyle {\ce {^254Es + ^50Ti -> ^304Ubu}}}